# Consort

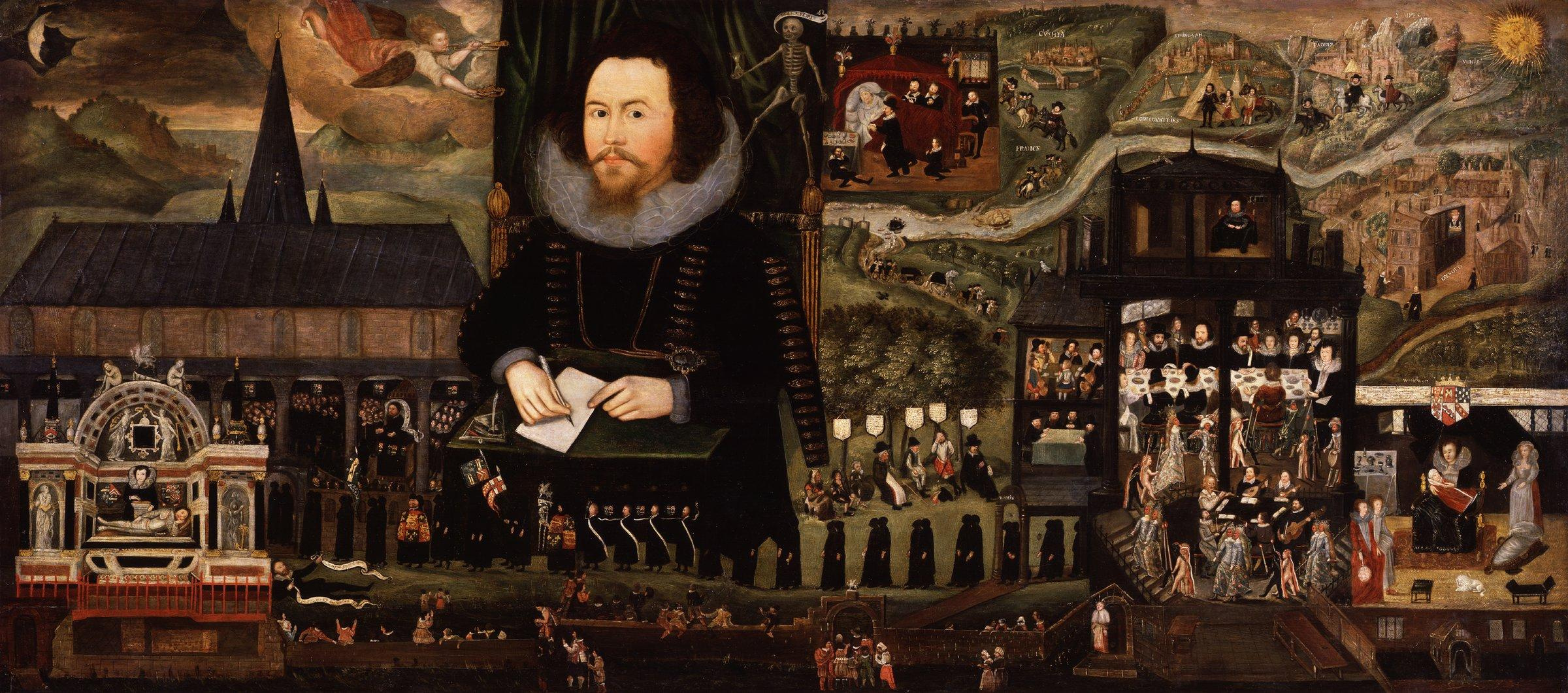
Retrato fúnebre de Sir Henry Unton a cuya derecha se puede ver un típico consort de violas da gamba doméstico de ca. 1600.

Un consort es un conjunto de cámara formado por instrumentos de diferentes tallas pertenecientes a una misma familia instrumental. Es el conjunto prototípico de la música instrumental del Renacimiento.
El origen del consort, como el de la música instrumental renacentista en general, es la interpretación de la polifonía vocal. Los instrumentos hubieron de adaptarse a las diferentes tesituras vocales, creándose para ello familias completas de instrumentos similares pero de diferentes tamaños; tales instrumentos solían ser luego utilizados en conjuntos homogéneos. 
Los consorts más habituales estaban formados, naturalmente, por los instrumentos más extendidos, tales como las flautas de pico o las violas da gamba, pero también eran comunes los formados por bajones, laúdes, etc. Cada conjunto solía constar de entre tres y seis instrumentos; de este modo, por ejemplo, un consort de violas da gamba podía estar formado, típicamente, por una viola soprano, dos violas tenor y dos violas bajo. 

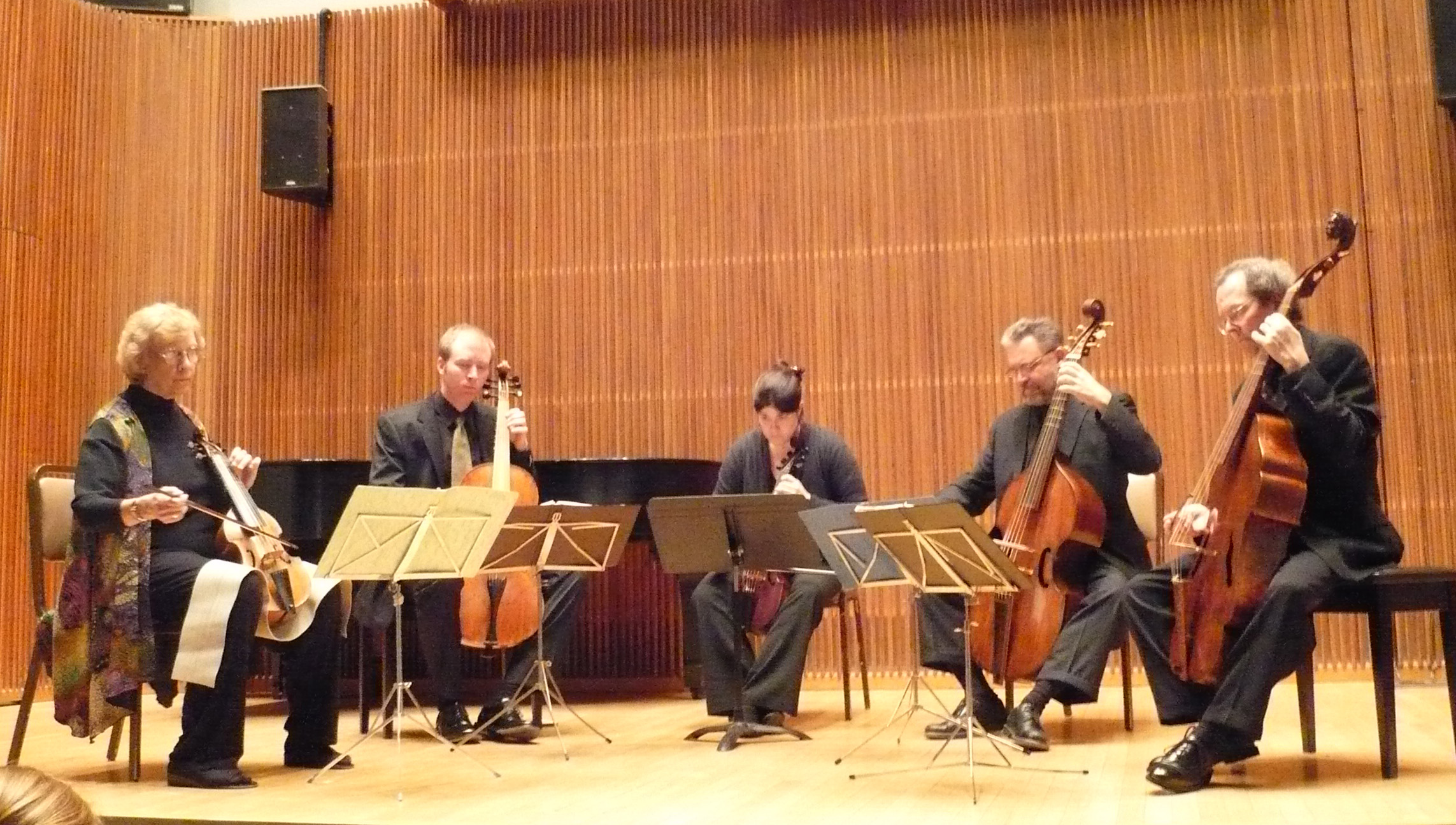
The Smithsonian Consort of Viols: soprano, tenor, soprano y bajos.Catharina Meints, Craig Trumpeter, Mary Dalby Szuts, Brent Wissick y Kenneth Slowik.

El actual cuarteto de cuerda (formado por dos violines, viola y violonchelo) es un ejemplo de consort originado en torno a 1600 y que pervive aún en la actualidad.
La Inglaterra del XVII vio florecer un gran repertorio para consort de violas da gamba, con autores como John Dowland (Lachrimae or Seven Teares, 1604), Gibbons, Coprario, Lawes y, finalmente, las Fantasías de Henry Purcell.
El broken consort era un conjunto formado por instrumentos de diferentes familias. Suele designar específicamente cierta combinación muy usada en la Inglaterra isabelina.